# 古迪納夫角
66°16′S 126°10′E / 66.267°S 126.167°E
古迪納夫角（英語：Cape Goodenough）是南極洲的海岬，位於威爾克斯地，是波珀斯灣入口處的西部，該海岬在1931年1月被發現，以皇家地理學會主席命名，現時由南極條約體系管理。